# Ask.com
Pour les articles homonymes, voir Ask.
 (janvier 2012).
Ask.com anciennement Ask Jeves, est un moteur de recherche sur Internet fondé en 1996 par Garrett Gruener et David Warthen à Berkeley en Californie. Le moteur initial fut conçu et implémenté par Gary Chevsky. 

## Histoire
Highland Capital Partners, Institutional Venture Partners et le groupe RODA, trois sociétés à capital risque furent les premiers investisseurs. Ask.com appartient actuellement à InterActiveCorp, cotée sur le NASDAQ sous le symbole IACI. À la fin 2010, face à une compétition infranchissable de Google, la société décida d’externaliser la technologie de son moteur de recherche à un tiers non-divulgué, afin de revenir à ses activités premières en tant que site de questions/réponses. Mr. Douglas Leeds a été promu PDG en 2010.
Ask.com se décline en plusieurs langues et services, et est disponible en langue française depuis février 2006. La version « 3D » est apparue en septembre 2007.